# Royal Rumble (2021)
Royal Rumble 2021 fue un evento de lucha libre profesional de pago por evento de WWE Network producido por WWE para sus divisiones de marca Raw y SmackDown. Tuvo lugar el 31 de enero de 2021 y se transmitió desde el WWE ThunderDome, alojado en el Tropicana Field en San Petersburgo, Florida. Fue el evento número 34 bajo la cronología Royal Rumble. También fue el primer Royal Rumble desde la muerte de Pat Patterson, quien creó el combate Royal Rumble.
Se disputaron seis luchas en el evento, incluido uno en el pre-show de Kickoff. En el evento principal, Edge ganó el combate Royal Rumble masculino por segunda vez; Anteriormente consiguió una victoria en la edición del año 2010, convirtiéndose así en el séptimo luchador en ganar el combate del mismo nombre dos veces, así como en el tercer luchador en ganarlo como el participante número uno (después de Shawn Michaels en 1995 y Chris Benoit en 2004). Bianca Belair ganó el combate femenino Royal Rumble, siendo la primera mujer de raza negra en lograrlo. En otros combates destacados, Roman Reigns derrotó a Kevin Owens en un Last Man Standing Match para retener el Campeonato Universal y en la pelea de apertura, Drew McIntyre derrotó a Goldberg para retener el Campeonato de la WWE. 

## Producción

### Antecedentes
El Royal Rumble es un pago por evento, producido cada enero por WWE desde 1988. Es uno de los cuatro pago por evento originales de la promoción, junto con WrestleMania, SummerSlam y Survivor Series, apodado los "Cuatro Grandes". Lleva el nombre del combate Royal Rumble, una batalla real modificada en la que los participantes ingresan a intervalos cronometrados en lugar de comenzar todos en el ring al mismo tiempo. Tanto los combates masculinos como los femeninos generalmente cuentan con 30 luchadores. Tradicionalmente, el ganador del combate gana un campeonato mundial en WrestleMania de ese año. Para 2021, los hombres tienen la opción de competir por el Campeonato de la WWE de Raw o el Campeonato Universal de SmackDown en WrestleMania 37, mientras que las mujeres pueden elegir entre el Campeonato Femenino de Raw y el Campeonato Femenino de SmackDown, mientras que los respectivos ganadores de hombres y mujeres del evento de 2020. También podría elegir los mejores títulos de NXT, este no fue el caso para 2021. El Royal Rumble de 2021 fue el evento número 34 en la cronología de Royal Rumble y contó con luchadores de las marcas Raw y SmackDown con unos pocos luchadores de NXT y veteranos de la WWE que también aparecieron en ambos las luchas de Royal Rumble masculino y femenino.
La lucha Royal Rumble fue creado por el miembro del Salón de la Fama de la WWE, Pat Patterson, y el combate se probó originalmente en un House Show en octubre de 1987 antes de hacer su debut televisado en el evento inaugural del Royal Rumble en 1988. Patterson murió el 2 de diciembre de 2020 a la edad de 79 años, lo que convirtió al evento de 2021 en el primer Royal Rumble después de su muerte.

### Impacto de la pandemia COVID-19
Como resultado de la pandemia de COVID-19, WWE tuvo que presentar la mayor parte de su programación para Raw y SmackDown desde un escenario a puerta cerradas en el WWE Performance Center en Orlando, Florida a partir de mediados de marzo de 2020, aunque a finales En mayo, la promoción comenzó a utilizar aprendices de Performance Center para servir como audiencia en vivo, que se expandió aún más a amigos y familiares de los luchadores a mediados de junio. El 17 de agosto, WWE anunció que todos los programas futuros y pagos por evento se llevarían a cabo en el Amway Center de Orlando en el "futuro previsible", comenzando con el episodio del 21 de agosto de SmackDown. Además, los programas ahora cuentan con una nueva experiencia de visualización de fanes llamada "ThunderDome", que utiliza drones, láseres, pirotecnia, humo y proyecciones. Se instalaron aproximadamente 1000 paneles led para permitir a los fanáticos asistir virtualmente a los eventos de forma gratuita y ser vistos en las filas y filas de paneles led. El audio de la arena también se mezcla con el de los fanáticos virtuales para que se puedan escuchar los cánticos de los fanáticos. Después de que expiró su contrato con el Amway Center, WWE trasladó el ThunderDome al Tropicana Field en San Petersburgo, Florida, que comenzó con el episodio del 11 de diciembre de SmackDown.
En noviembre de 2020, se informó que WWE estaba buscando organizar el Royal Rumble 2021 en un lugar que pudiera tener fanáticos en vivo, ya que la promoción quería fanáticos para el evento, incluso si era solo para este espectáculo. Sin embargo, la pandemia en curso puso fin a esos planes, y si bien era posible desmantelar el ThunderDome para que los fanáticos en vivo asistieran al Tropicana Field, WWE decidió que no valía la pena hacer la empresa masiva para hacerlo por una noche.

## Antecedentes
El programa incluirá combates que resulten de historias con guion, donde los luchadores retratan héroes, villanos o personajes menos distinguibles en eventos con guion que generan tensión y culminan en un combate de lucha libre o una serie de combates. Los resultados están predeterminados por los escritores de WWE en las marcas Raw y SmackDown, mientras que las historias se producen en los programas de televisión semanales de WWE, Monday Night Raw y Friday Night SmackDown.
En el episodio del 8 de enero de SmackDown, el Campeón Universal Roman Reigns se opuso a las recientes decisiones de reserva tomadas por el oficial de WWE Adam Pearce, incluido un Gauntlet Match que Pearce había programado para esa noche para determinar el retador de Reigns por su título en Royal Rumble. Reigns preguntó si Pearce se había reservado para la lucha, a lo que Pearce respondió que habría sido un conflicto de intereses. Más tarde, el abogado especial de Reigns, Paul Heyman, confronto a Pearce en el backstage y declaró que podía mover algunos hilos y que Pearce también competiría en el Gauntlet Match junto con Rey Mysterio, Sami Zayn, Shinsuke Nakamura, King Corbin y Daniel Bryan. Nakamura sobrevivió a la lucha para enfrentarse al último participante Pearce; sin embargo, antes de que comenzara la ronda final, Jey Uso se burló de Nakamura, lo que llevó a Reigns y Jey a atacar tanto a Nakamura como a Pearce. Jey colocó a Pearce encima de Nakamura para el conteo, por lo que Pearce ganó el combate. La semana siguiente, Heyman hizo que Pearce firmara el contrato de la lucha con la estipulación de una No Disqualification Match. Sin embargo, después de que Heyman le dio el contrato firmado a Reigns, decidió que quería que la estipulación fuera un combate de Last Man Standing. Más tarde en el ring, Pearce y Reigns firmaron el contrato enmendado, pero cuando Pearce se iba, fingió una lesión en la rodilla, citando que el contrato le permitió elegir un reemplazo para sí mismo en caso de una lesión y eligió a Kevin Owens, el adversario anterior de Reigns que se había quedado corto en sus partidos por el título gracias a la interferencia de Jey. Owens luego hizo su entrada y firmó el contrato para convertirse en el oponente de Reigns por el Campeonato Universal en Royal Rumble.
Después de la exitosa defensa del Campeonato de la WWE de Drew McIntyre durante el episodio especial "Legends Night" de Raw el 4 de enero, el miembro del Salón de la Fama de la WWE, Goldberg, en su primera aparición desde WrestleMania 36 en 2020, pareció enfrentarse a McIntyre. Después de que Goldberg elogió el trabajo y las habilidades de McIntyre, declaró que McIntyre no tenía respeto, afirmando que McIntyre veía las leyendas como "acabadas" y que McIntyre sentía que era mejor que cualquiera de ellos cuando estaban en su mejor momento. Goldberg luego desafió formalmente a McIntyre por el Campeonato de la WWE en el Royal Rumble. McIntyre respondió que Goldberg no era el hombre que solía ser y que enfrentarlo sería como enfrentar a su propio padre. Goldberg luego se burló y empujó a McIntyre, quien se puso de pie y miró a Goldberg. La semana siguiente, McIntyre refutó la afirmación de Goldberg y dijo que en realidad tenía respeto, pero dijo que rechazaría el desafío de Goldberg hasta que Goldberg lo empujara, lo que lo llevó a aceptar el desafío y hacer oficial la lucha. McIntyre había aceptado el desafío de Goldberg vía satélite ya que durante ese mismo episodio, anunció que había dado positivo por COVID-19; Siguiendo el procedimiento estándar de cuarentena de 14 días, McIntyre fue autorizado para el Royal Rumble, apareciendo en vivo en Raw el 25 de enero para tener una última reunión cara a cara con Goldberg antes de su combate.
En TLC: Tables, Ladders & Chairs, Sasha Banks retuvo el Campeonato Femenino de SmackDown contra Carmella. Durante las siguientes dos semanas, Carmella se burló continuamente de Banks, anhelando una revancha. En el episodio del 15 de enero de SmackDown, Banks declaró que le daría a Carmella una revancha solo si se enfrentaba al sommelier de Carmella, Reginald, en un combate primero. La Intergender Match ocurrió la semana siguiente, en la que Banks derrotó a Reginald. Banks cumplió su promesa y se programó una revancha por el título entre Banks y Carmella para el Royal Rumble.
En TLC: Tables, Ladders & Chairs, Charlotte Flair y la Campeona Femenina de Raw Asuka derrotaron a Nia Jax y Shayna Baszler para ganar el Campeonato Femenino en Parejas de WWE. Esta victoria convirtió a Flair en la cuarta mujer en ser Campeona Grand Slam. El 25 de enero, se programó una revancha del campeonato entre los dos equipos para Royal Rumble, y luego se programó para el pre-show del evento.

## Resultados
- Kick-Off: Nia Jax & Shayna Baszler derrotaron a Asuka & Charlotte Flair y ganaron el Campeonato Femenino en Parejas de la WWE (10:30).[28]
  - Jax cubrió a Flair después de un «The Woman's Right» de Lacey Evans y un «Leg Drop».
  - Durante la lucha, Evans & Ric Flair interfirierion en contra de Flair & Asuka.
  - Durante la lucha Evans atacó a Flair con una manopla.
- Drew McIntyre derrotó a Goldberg y retuvo el Campeonato de la WWE (2:32).[29][30]
  - McIntyre cubrió a Goldberg después de un «Claymore».
  - Después de la lucha, ambos se abrazaron en señal de respeto.
- Sasha Banks derrotó a Carmella (con Reginald) y retuvo el Campeonato Femenino de SmackDown (10:25).[29][31]
  - Banks forzó a Carmella a rendirse con un «Bank Statement»
  - Durante la lucha, Reginald interfirió a favor de Carmella, pero fue expulsado por el árbitro.
- Bianca Belair ganó el Women's Royal Rumble Match (58:50).[29][32]
  - Belair eliminó finalmente a Rhea Ripley, ganando la lucha.
  - Durante el encuentro, Alicia Fox ganó el Campeonato 24/7 al cubrir a R-Truth, quien entró al ring huyendo de otros luchadores.
  - Durante el encuentro, Reginald intervino a favor de Carmella.
  - Durante el encuentro, Nia Jax y Shayna Baszler atacaron a todas las luchadoras restantes después de haber sido eliminadas.
- Roman Reigns (con Paul Heyman) derrotó a Kevin Owens en un Last Man Standing Match y retuvo el Campeonato Universal de la WWE (24:54).[29][33]
  - Reigns ganó después de que Owens no pudiera levantarse antes de la cuenta de 10, después de quedar inconsciente con un «Guillotine Choke».
  - Originalmente Adam Pearce iba a participar en el combate, pero fue reemplazado por Owens debido a no estar en las condiciones médicas requeridas para competir.
- Edge ganó el Men's Royal Rumble Match (1:00:32).[29][34]
  - Edge eliminó finalmente a Randy Orton, ganando la lucha.
  - Antes de iniciar la lucha Edge y Randy Orton se atacaron mutuamente.
  - Durante la lucha Edge atacó la rodilla de Randy Orton con una silla haciendo que se lo llevaran tras bastidores, pero casi en los momentos finales regreso a la lucha.
  - Tras ser eliminados, The Miz & John Morrison fueron atacados por Bad Bunny.
  - Esta fue la primera (después de 7 años) y última lucha de Christian en WWE.
  - Durante la lucha Omos interfirió a favor de Styles eliminando a Mysterio.

## Royal Rumble: entradas y eliminaciones
El color rojo ██ indica las superestrellas de Raw, azul ██ indica las superestrellas de SmackDown , amarillo ██ indica las superestrellas de NXT, gris ██ indica las superestrellas miembros del WWE Hall of Fame y sin color indica las superestrellas que son agentes libres. Cada participante entraba en intervalos de 90 segundos (1 minuto y medio).

### Royal Rumble femenino

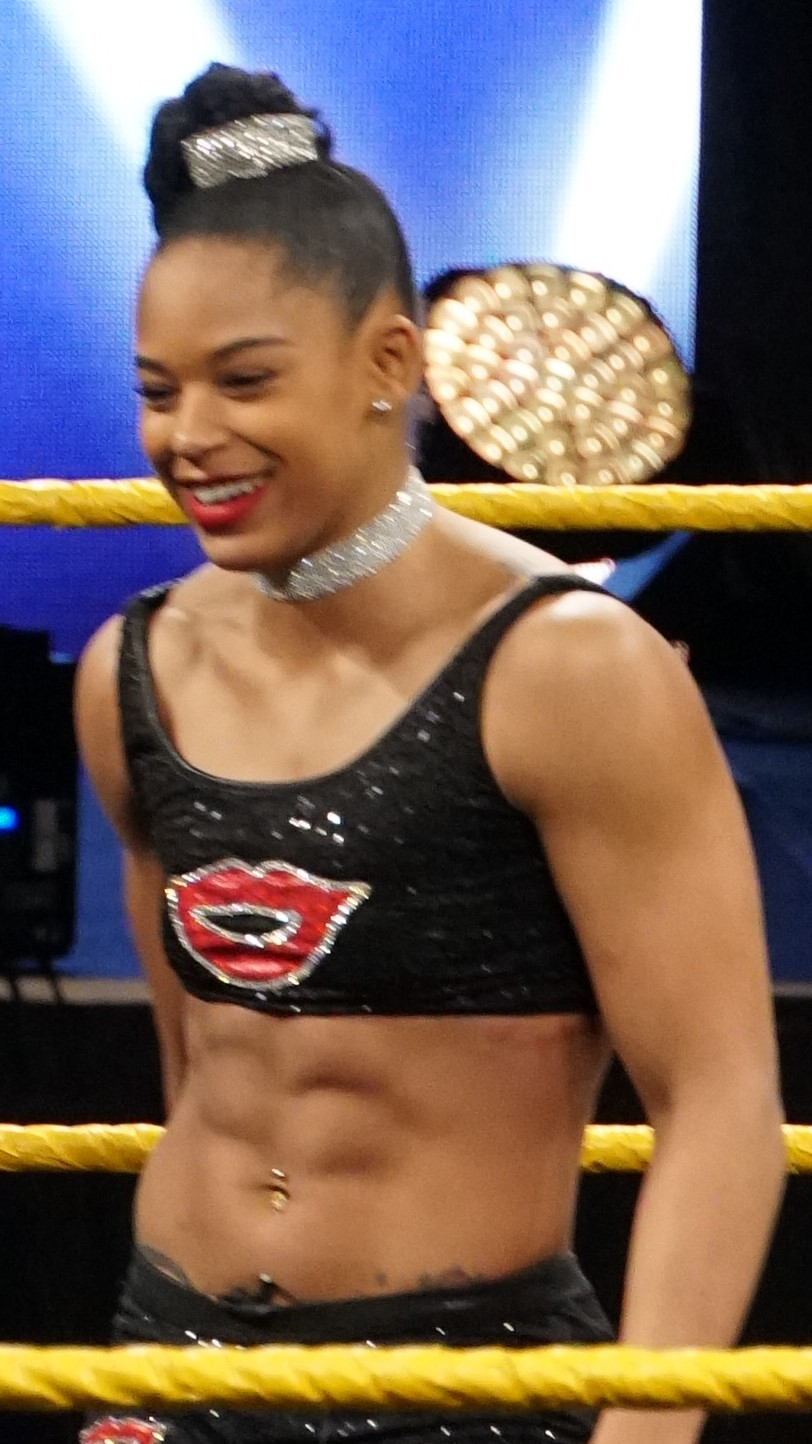
Bianca Belair, ganadora del Royal Rumble 2021 femenino.

| Entradas | Entradas          | Eliminada por | Eliminada por   | Elim. | Tiempo |
| -------- | ----------------- | ------------- | --------------- | ----- | ------ |
| 1        | Bayley            | 12            | Belair          | 1     | 29:08  |
| 2        | Naomi             | 22            | Jax y Baszler   | 0     | 47:39  |
| 3        | Bianca Belair     | Ganadora      | Ganadora        | 4     | 56:22  |
| 4        | Billie Kay        | 3             | Riott y Morgan  | 1     | 08:11  |
| 5        | Shotzi Blackheart | 1             | Baszler         | 0     | 03:46  |
| 6        | Shayna Baszler    | 24            | Jax             | 6     | 41:46  |
| 7        | Toni Storm        | 4             | Ripley          | 0     | 11:21  |
| 8        | Jillian Hall      | 2             | Kay             | 0     | 08:03  |
| 9        | Ruby Riott        | 7             | Bayley          | 1     | 10:53  |
| 10       | Victoria          | 5             | Baszler         | 0     | 07:15  |
| 11       | Peyton Royce      | 10            | Flair           | 1     | 13:40  |
| 12       | Santana Garrett   | 6             | Ripley          | 0     | 04:32  |
| 13       | Liv Morgan        | 8             | Royce           | 1     | 06:37  |
| 14       | Rhea Ripley       | 29            | Belair          | 6     | 39:06  |
| 15       | Charlotte Flair   | 28            | Belair y Ripley | 1     | 33:47  |
| 16       | Dana Brooke       | 9             | Ripley          | 0     | 02:58  |
| 17       | Torrie Wilson     | 11            | Baszler         | 0     | 03:59  |
| 18       | Lacey Evans       | 20            | Baszler         | 1     | 19:21  |
| 19       | Mickie James      | 14            | Evans           | 0     | 07:20  |
| 20       | Nikki Cross       | 17            | Carmella        | 0     | 07:37  |
| 21       | Alicia Fox        | 13            | Rose            | 0     | 01:48  |
| 22       | Mandy Rose        | 16            | Ripley          | 1     | 03:49  |
| 23       | Dakota Kai        | 15            | Ripley          | 0     | 02:06  |
| 24       | Carmella          | 18            | Tamina          | 0     | 00:47  |
| 25       | Tamina            | 23            | Baszler y Jax   | 1     | 08:31  |
| 26       | Lana              | 26            | Natalya         | 1     | 09:58  |
| 27       | Alexa Bliss       | 19            | Ripley          | 0     | 01:02  |
| 28       | Ember Moon        | 21            | Jax             | 0     | 01:51  |
| 29       | Nia Jax           | 25            | Lana            | 4     | 02:44  |
| 30       | Natalya           | 27            | Belair          | 1     | 02:00  |

### Royal Rumble masculino

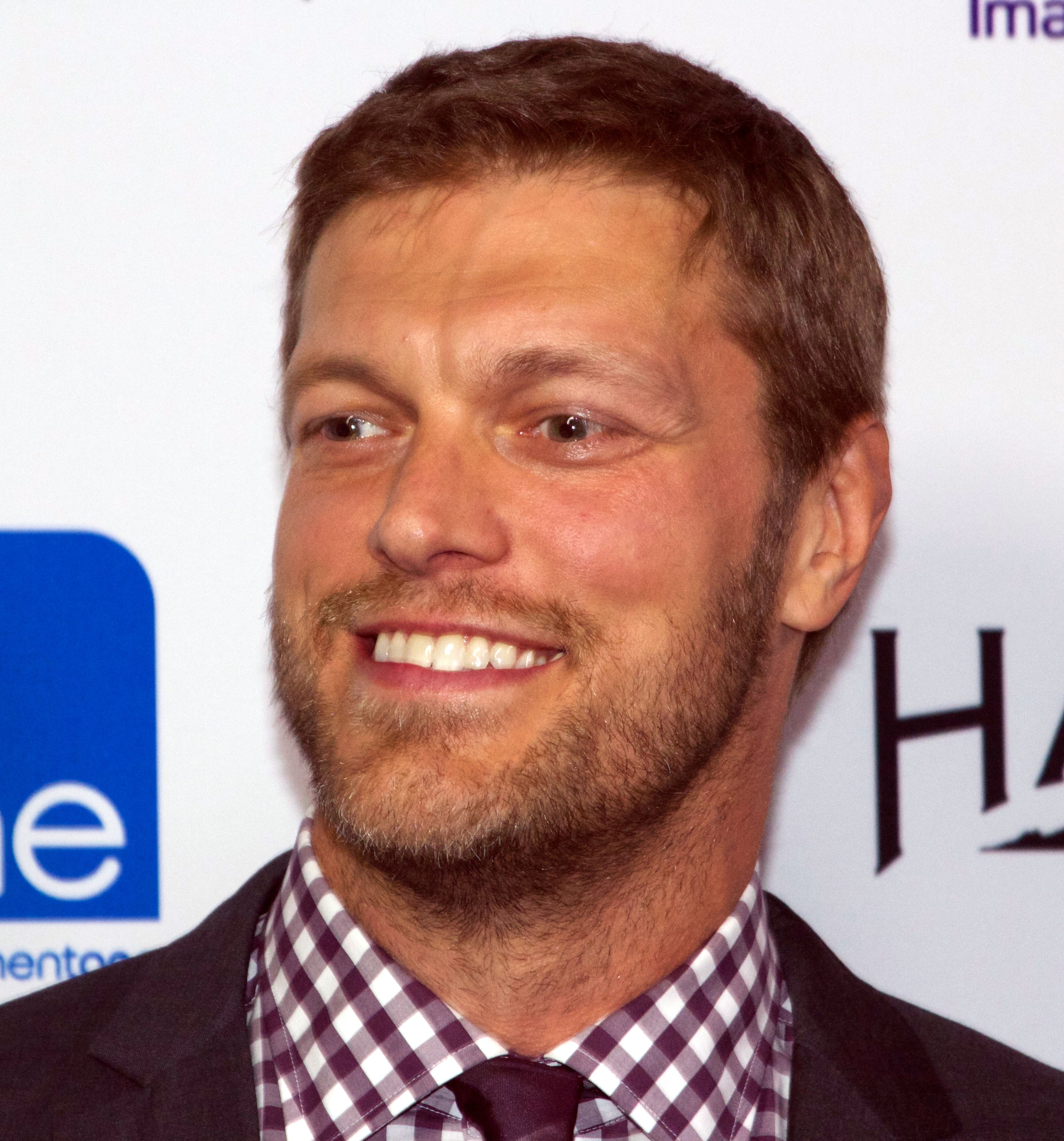
Edge, ganador del Royal Rumble 2021 masculino.

| Entradas | Entradas          | Eliminado por | Eliminado por                     | Elim. | Tiempo  |
| -------- | ----------------- | ------------- | --------------------------------- | ----- | ------- |
| 1        | Edge              | Ganador       | Ganador                           | 3     | 1:00:32 |
| 2        | Randy Orton       | 29            | Edge                              | 0     | 1:00:32 |
| 3        | Sami Zayn         | 2             | Big E                             | 0     | 13:04   |
| 4        | Mustafa Ali       | 4             | Big E                             | 1     | 13:18   |
| 5        | Jeff Hardy        | 1             | Ziggler                           | 0     | 03.25   |
| 6        | Dolph Ziggler     | 9             | Kane                              | 1     | 20:30   |
| 7        | Shinsuke Nakamura | 12            | Corbin                            | 0     | 22:01   |
| 8        | Carlito           | 5             | Elias                             | 0     | 08:26   |
| 9        | Xavier Woods      | 3             | Ali                               | 0     | 03:42   |
| 10       | Big E             | 19            | Omos                              | 4     | 29:45   |
| 11       | John Morrison     | 8             | Priest                            | 0     | 08:14   |
| 12       | Ricochet          | 10            | Kane                              | 0     | 11:37   |
| 13       | Elias             | 6             | Priest                            | 1     | 02:30   |
| 14       | Damian Priest     | 16            | Lashley                           | 4     | 15:34   |
| 15       | The Miz           | 7             | Priest                            | 0     | 01:02   |
| 16       | Riddle            | 25            | Rollins                           | 1     | 31:17   |
| 17       | Daniel Bryan      | 24            | Rollins                           | 1     | 28:50   |
| 18       | Kane              | 11            | Priest                            | 2     | 01:51   |
| 19       | King Corbin       | 14            | Dominik                           | 2     | 03:34   |
| 20       | Otis              | 13            | Corbin                            | 0     | 00:53   |
| 21       | Dominik Mysterio  | 15            | Lashley                           | 1     | 02:00   |
| 22       | Bobby Lashley     | 18            | Big E, Christian, Bryan, y Riddle | 3     | 04:03   |
| 23       | Hurricane Helms   | 17            | Lashley y Big E                   | 0     | 00:30   |
| 24       | Christian         | 27            | Rollins                           | 2     | 18:12   |
| 25       | AJ Styles         | 23            | Strowman                          | 0     | 10:27   |
| 26       | Rey Mysterio      | 20            | Omos                              | 0     | 03:47   |
| 27       | Sheamus           | 22            | Strowman                          | 0     | 05:56   |
| 28       | Cesaro            | 21            | Strowman                          | 0     | 04:10   |
| 29       | Seth Rollins      | 28            | Edge                              | 4     | 08:48   |
| 30       | Braun Strowman    | 26            | Edge, Christian y Rollins         | 3     | 07:24   |